# Xiro Papas
Ciro Papa dit Xiro Papas, né la 4 octobre 1933 à Torre Annunziata (Campanie) et mort le 14 mai 1980 à Venise (Vénétie) est un acteur, technicien et producteur de films italien.

## Biographie
Xiro Papas est apparu dans de nombreux films d'horreur de série B, notamment Frankenstein 1980, réalisé par Mario Mancini (it) et sorti en France sous le titre Les orgies de Frankenstein 1980.
Xiro Papas est décédé en 1980 dans un accident d'automobile à Venise.

## Filmographie partielle
- 1971 : Son nom est Pote (Il suo nome era Pot... ma... lo chiamavano Allegria) de Lucio Giachin et Demofilo Fidani
- 1972 : Planque-toi minable, Trinita arrive (Scansati... a Trinità arriva Eldorado) de Diego Spataro
- 1972 : Frankenstein 80 de Mario Mancini (it)
- 1972 : Meurtre dans la 17e avenue (Casa d'appuntamento) de Ferdinando Merighi
- 1973 : Les Vierges de la pleine lune (Il plenilunio delle vergini) de Luigi Batzella
- 1974 : Le Château de l'horreur de Dick Randall
- 1977 : Holocauste nazi : Armes secrètes du IIIe Reich) (La Bestia in calore) de Luigi Batzella